# 嘉道理家族

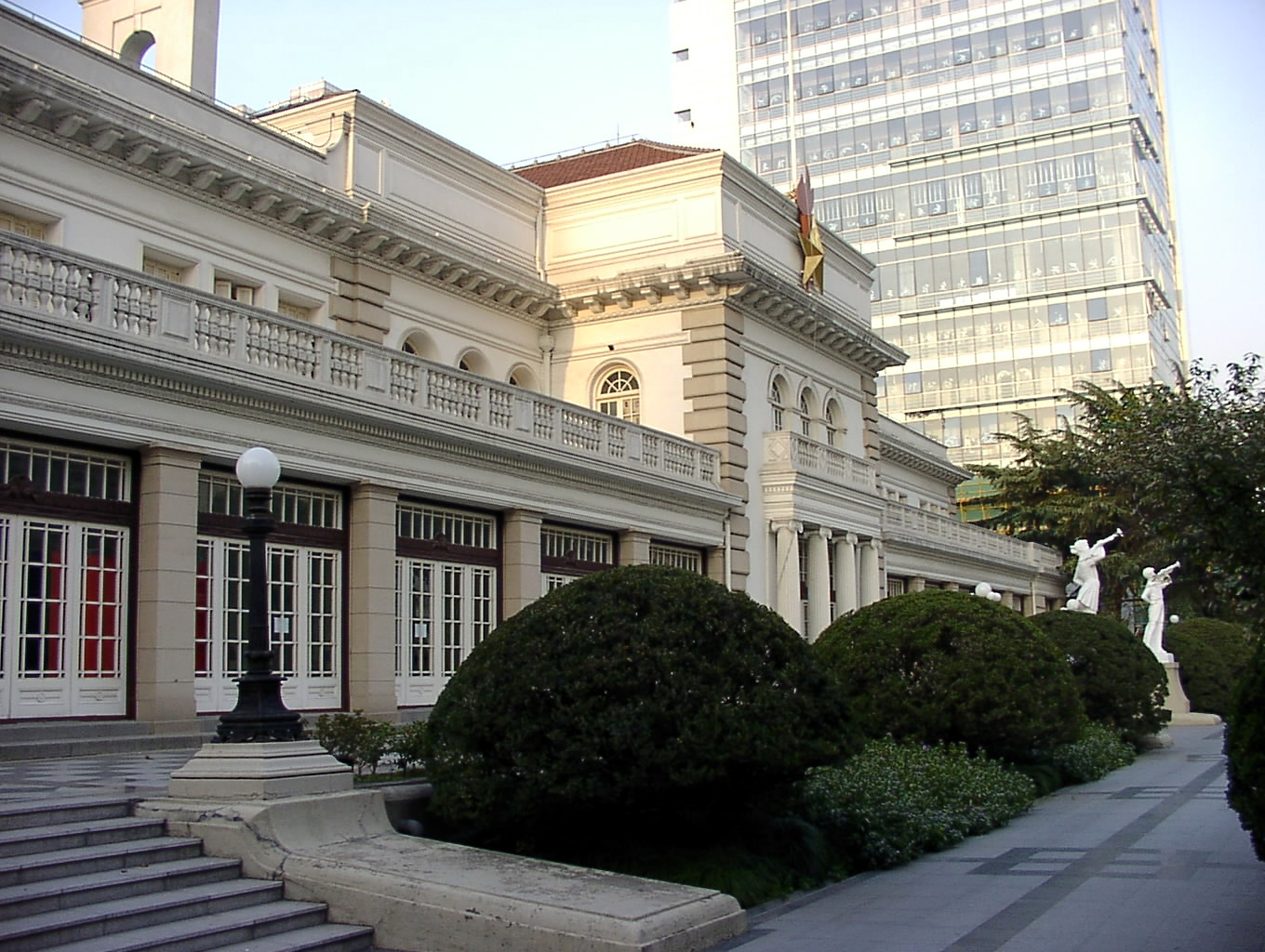
上海的嘉道理爵士公館

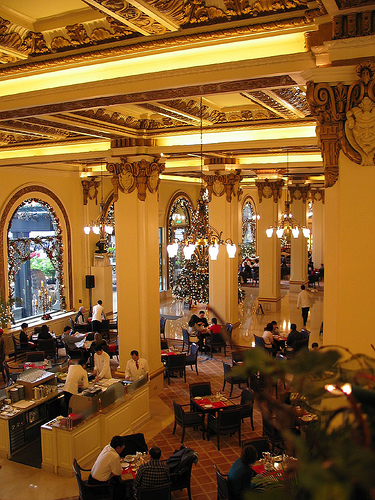
香港半島酒店

嘉道理家族（英語：Kadoorie），又譯加多利家族，是一個富裕的米茲拉希猶太族裔家族，祖先世居伊拉克首都巴格達。18世紀時遷居至印度孟買，19世紀在中國上海跟隨沙遜家族發跡。他們成功建立歐亞商業王朝。連同上海的沙遜家族，嘉道理家族成為顯赫的富豪家族。
嘉道理家族在20世紀從英國人手上購入廣州電力廠，但在廣州的生意出現虧蝕，後來轉到香港發展，並建成中華電力鶴園街電廠，主要供電給旗下酒店，艾利·嘉道理在電廠重組之後成為當時的大股東。
嘉道理家族早期在上海經營酒店，創立上海大酒店。1890年購入香港大酒店，1922年合併上海大酒店並於翌年使用現名香港上海大酒店，現今旗下的半島酒店品牌，在世界各地管理多家豪華酒店，包括香港尖沙咀半島酒店。

## 主要人物
- 伊利士·嘉道理（英语：Ellis Kadoorie）爵士（1865-1922）：慈善家及商人
- 艾利·嘉道理爵士（1867-1944）：香港著名慈善家，成立育才書社及多所學校，又設《復興基金》，幫助猶太難民創辦一些中小企業。
  - 羅蘭士·嘉道理（英语：Lawrence Kadoorie, Baron Kadoorie）男爵（1899-1993）：香港猶太人，曾是香港首富，經營能源工業、地產、船務、工程、建築、酒店等，曾獲英皇室及各國冊封為勳爵，熱心公益。
    - 米高·嘉道理爵士：現中電控股（港交所：0002）及香港上海大酒店（港交所：0045）主席。
      - 斐歷·嘉道理（1992-）：米高·嘉道理兒子及其接班人
      - Bettina Kadoorie
      - Natalie Louise Kadoorie（1986-）

    - Rita Laura McAulay，嫁麥高利（英语：Ronald McAulay）
      - 麥哥利（英语：Andrew McAulay）（1967－）

  - Victor Kadoorie（1900-1900）
  - 賀理士·嘉道理（英语：Horace Kadoorie）爵士（1902-1995）：羅蘭士·嘉道理胞弟，上海援助歐洲難民委員會召集人。曾創立嘉道理農業試驗推廣農場、嘉道理農業輔助會[2]及嘉道理農業貸款基金會等使新界30萬農民受惠而獲OBE勳銜。

同為嘉道理家族成員的 Rosa Kadoorie 則嫁給了美國探險家Hilaire du Berrier。

## 資產
- 嘉道理父子有限公司
- 嘉道理置業有限公司
- 中電控股：持股33.21%
- 香港上海大酒店有限公司11.94億股或72.43%
- 直昇機服務（香港）
- 美捷香港商用飛機
- 香港商用航空中心25%
- 龍門滙成：嘉道理家族的私人公司，在陝西韓城地區擁有豐富的煤層氣資源。
- 瑞士
- 嘉道理置業
- 聖佐治大廈
- 凌霄閣
- 山頂纜車
- 太平地氈
- 嘉道理農場暨植物園
- 嘉道理中國保育（KCC）
- 嘉道理爵士公館
- 深水灣道68號
- 深水灣道70號提供5座洋房，實用面積介乎3979至4049平方呎
- 深水灣道72號
- 赫蘭道7號
- 加多利山86座洋房及39個聖佐治閣的分層戶

## 與嘉道理家族相關的事物
- 育才中學 (沙田)
- 官立嘉道理爵士中學（西九龍）
- 官立嘉道理爵士小學
- 上海育才中學
- 嘉道理盆距蘭：以賀理士·嘉道理命名的植物。

## 外部連結
- 傳奇家族嘉道理（页面存档备份，存于）
- 香港第一隱秘家族--嘉道理
- 香港嘉道理之家[永久]